# ジェニファー・ケチャム

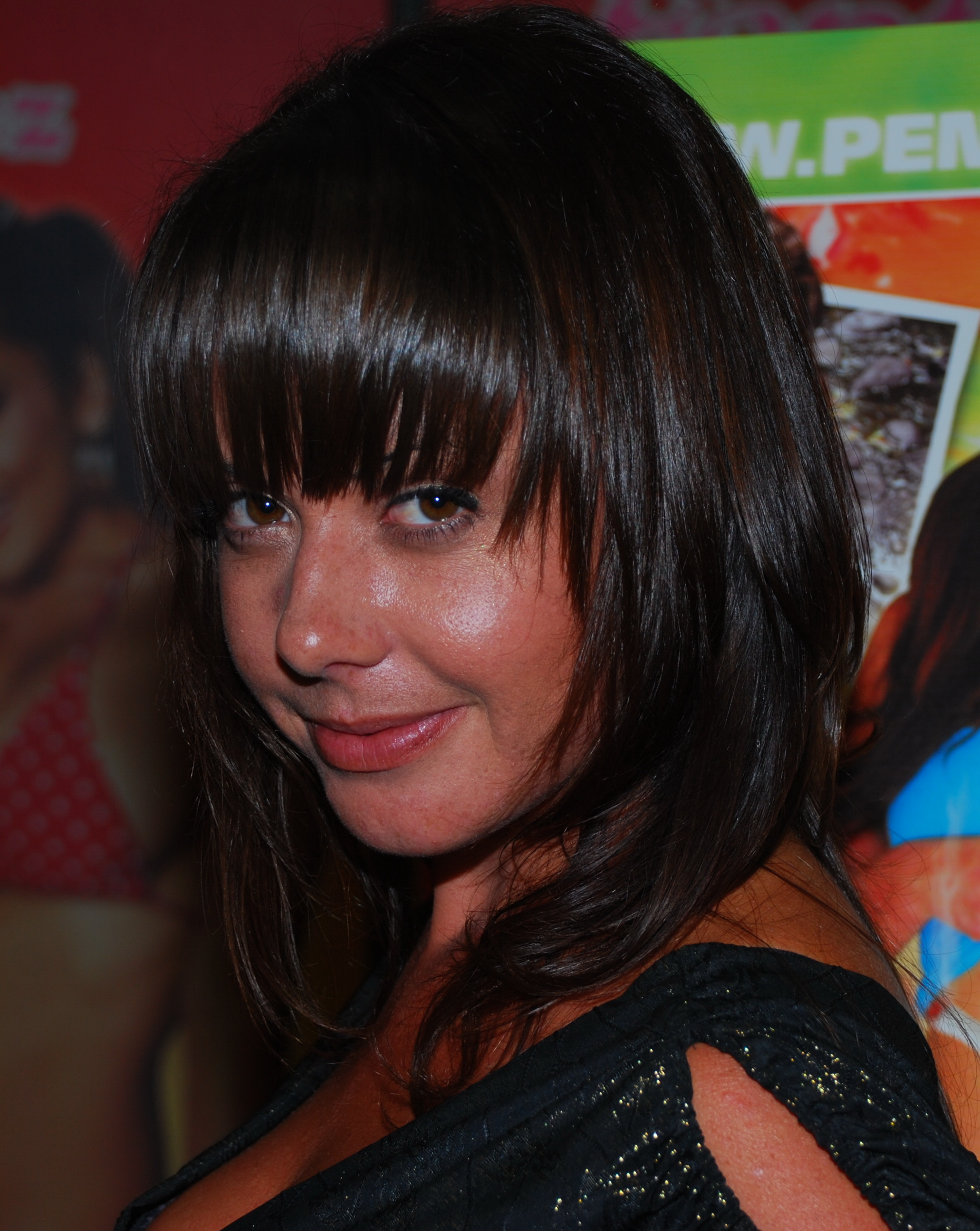
ジェニファー・ケチャム

ジェニファー・ケチャム（Jennifer Ketcham、 1983年2月22日 - ）は、アメリカ合衆国のポルノ女優。コロラド州オーロラ出身。
別名Penny Flame（ペニー・フレイム）。